# Nassandres
Nassandres település Franciaországban, Eure megyében. Lakosainak száma 1330 fő (2018. január 1.). Nassandres Brionne, Fontaine-la-Soret, Goupillières, Launay és Perriers-la-Campagne községekkel határos.

## Népesség
A település népességének változása:
| Lakosok száma | 1359 | 1340 | 2470 | 1331 | 1330 |
|               | 2013 | 2015 | 2016 | 2017 | 2018 |